# مانوئل دانکه
مانوئل دانکه (انگلیسی: Manuel Duhnke؛ زادهٔ ۱۰ اوت ۱۹۸۷) بازیکن فوتبال اهل آلمان است.
از باشگاه‌هایی که در آن بازی کرده‌است می‌توان به باشگاه فوتبال بایرن مونیخ ۲، باشگاه فوتبال لیفرینگ، باشگاه فوتبال وورتسبورگ کیکرز، و باشگاه فوتبال مونیخ ۱۸۶۰ اشاره کرد.